# 許世英
許 世英（きょ せいえい）は、清末、中華民国の政治家・外交官。北京政府では安徽派に属し、一時は国務院総理もつとめたことがある。国民政府では駐日大使となった。字は俊人、静仁。

## 事績

### 清末の事跡
比較的富裕な地主の家に生まれる。1891年（光緒17年）に秀才となったが、郷試には2度落第した。1897年（光緒23年）に抜貢（地方の優秀な生徒を選抜して京師に派遣すること）に選ばれ、同年の礼部における官吏登用試験に首席合格した。翌年、刑部広西司副主稿、主稿を歴任し、さらに直隷司主稿となる。以後も、四川省などでも官職を歴任し、1902年（光緒28年）に刑部六品主事に昇進した。
1905年（光緒31年）10月、清朝が巡警部門を新設すると、北京外城巡警総庁庁丞朱啓鈐の推薦により、許世英は同庁行政処検事に就任した。1906年（光緒32年）の年末審査により、京察一等の評価を受け、四品任用の資格を得た。1907年（光緒33年）4月、東三省総督徐世昌に任用され、東三省での司法機構創設の準備に従事する。翌年に奉天高等審判庁庁丞に任命された。この時、日本駐奉天領事広田弘毅、副領事有田八郎と知り合っている。
1910年（宣統2年）春、許世英は徐謙らとともに、司法と監獄の実情視察のため欧州各国を視察した。帰国後の1911年（宣統3年）11月、山西布政使に任じられた。まもなく袁世凱を支持して、山西巡撫張錫鑾とともに宣統帝退位を求める文書に名を列ねた。

### 安徽派に属す
1912年（民国元年）5月、張錫鑾の推薦を受けた許世英は、袁世凱により大理院院長に任命された。陸徴祥内閣、趙秉鈞内閣、段祺瑞臨時内閣においては、司法総長をつとめている。政党活動では、徐謙らと国民共進会を組織し、後に国民党に合流している。しかし、1913年（民国2年）3月に宋教仁が暗殺されると、国民党員でありながらも許は司法総長として審理につき困難な立場に立たされ、革命派の黄興らから厳しく糾弾された。
同年10月、奉天省民政長に異動する。1914年（民国3年）春、約法審査員として中華民国約法の増補改正に関与した。同年5月、福建民政長（後に巡按使と改称）に任命されたが、福建護軍使李厚基と不仲であったため、1916年（民国5年）4月、辞任した。
袁世凱の死後、許世英は、地縁から段祺瑞率いる安徽派の一員となる。民国5年6月、内務総長となり、翌7月には交通総長となった。しかし、府院の争いの中で、黎元洪から津浦鉄道を巡る収賄案件を糾弾され、1917年（民国6年）5月に許は一時逮捕されてしまう。まもなく無罪となったが、交通総長は辞任せざるを得なかった。1918年（民国7年）、中意銀行総裁に就任した。

### 国務総理に就任
1921年（民国10年）9月、安徽省長に就任する。しかし、1923年（民国12年）に軍縮を図って安徽督理馬聯甲と衝突し、辞任に追い込まれた。同年2月から11月まで航空署督弁をつとめる。1924年（民国13年）10月、段祺瑞の命により許は孫文と対面し、直隷派討伐を図る。
その後、馮玉祥による北京政変（首都革命）を経て、許世英は善後会議秘書長となった。民国13年12月以降、段祺瑞は臨時執政として国務会議を主宰し、国務院総理をしばらく置いていなかったが、1925年（民国14年）12月26日、国務院総理の職が復活し、許が総理となった。内閣の組織では、許は中国国民党にも配慮する人事を行ったが、結局は国民党人士の支持を取り付けることができなかった。翌年2月15日、許は総理を辞任した。5月に段も下野に追い込まれると、許は段に随従して上海に逃れた。

### 国民政府での活動

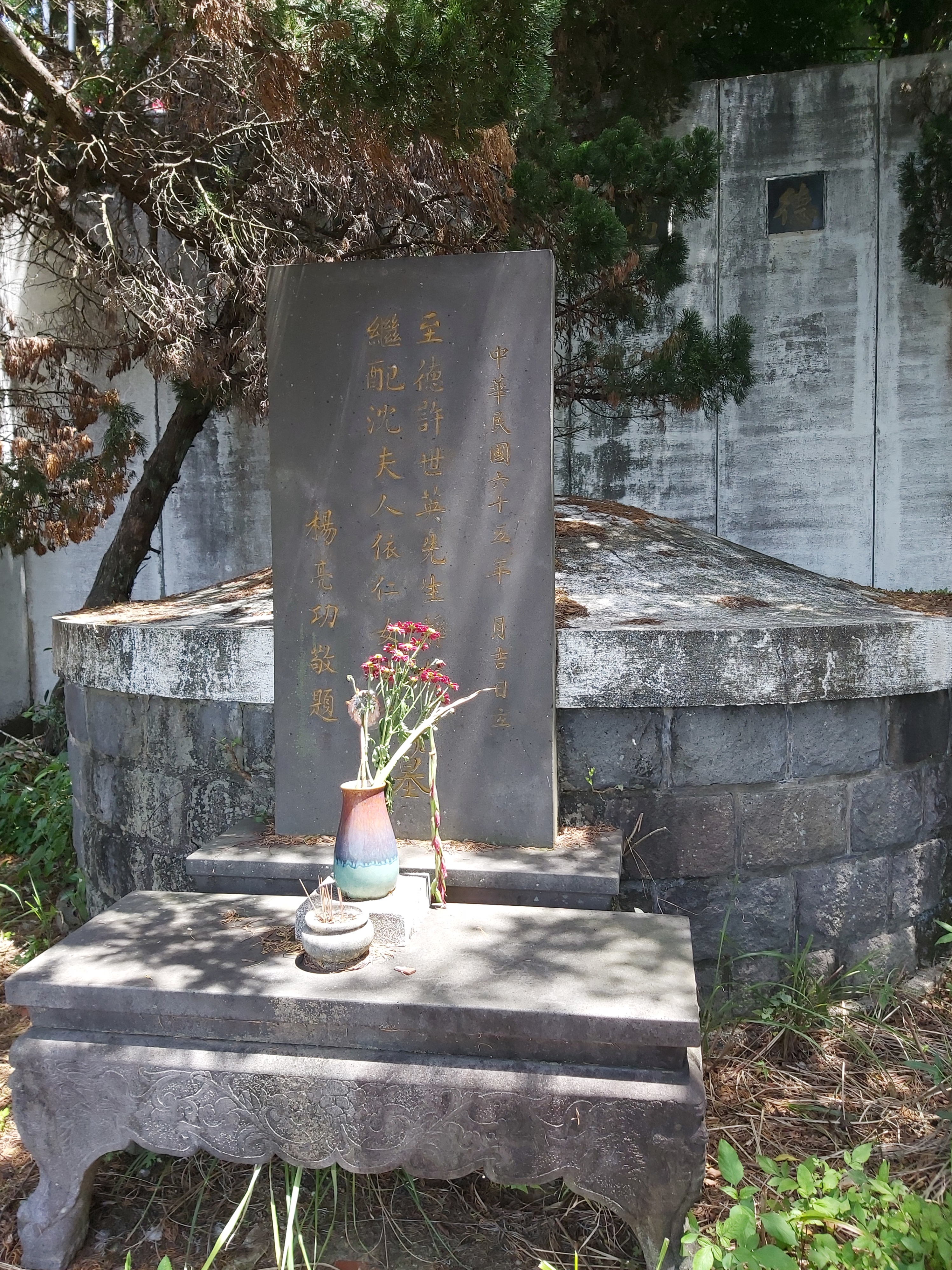
陽明山公墓の許世英墓

国民政府成立後の1928年（民国17年）10月、許世英は賑務委員会委員長に起用され、全国で社会救済事業に取り組んだ。1936年（民国25年）2月、駐日大使に任命され、翌年9月の盧溝橋事件（九一八事変）後は、日本との交渉を受け持った。ドイツの仲介を得ながら、許は日本側と交渉を続けたが、南京陥落などもあって不調に終わる。1938年（民国27年）1月20日に、許は帰国した。
帰国後、許世英は国民政府の全国賑災委員会を主管し、再び社会救済事業に取組む。1938年（民国27年）12月には、中央救済準備金保管委員会委員長に異動した。1940年（民国29年）10月21日から25日にかけて蔣介石が重慶で開催した外交対策会議に、許は列席している。また重慶国民政府にあっては、賑務委員会（後に賑済委員会）委員長代理を務めた（当時の委員長は孔祥煕）。
日中戦争（抗日戦争）後の1947年（民国36年）4月には、行政院政務委員兼蒙蔵委員会委員長に就任している。翌年12月の辞任後は、いったん香港に移住した。1950年（民国39年）に台湾に移り、総統府咨政に任じられた。
1964年（民国53年）10月13日、台北で病没。享年92（満91歳）。

## 注
1. ↑  『国際知識及び評論』20巻12号、昭和15年12月号、日本国際協会、118-119頁。
2. ↑  東亜問題調査会(1941)、44頁。
3. ↑  『昭和十五年の国際情勢』日本外政協会、1942年、179頁。